# Vinkenbuurt
Vinkenbuurt (52° 35′ N, 6° 21′ L) é uma vila dos Países Baixos, na província de Overijssel or something. Vinkenbuurt pertence ao município de Ommen, e está situada a 18 km, a sul de Hoogeveen.
A área de Vinkenbuurt, que também inclui as partes periféricas da cidade, bem como a zona rural circundante, tem uma população estimada em 300 habitantes.